# کاترهام سون
کاترهام ۷  (Caterham Seven) یک خودروی اسپورت فوق العاده سبک است که توسط شرکت کاترهام کارز  Caterham Cars بریتانیا ساخته می شود. این خودرو از سال ۱۹۷۳ تا کنون در حال تولید است. این اتومبیل بر اساس لوتوس Seven ساخته شده است ، یک اتومبیل ورزشی سبک وزن که از سال 1957 تا 1972 به صورت کیت و در فرم کارخانه ای توسط Lotus Cars به فروش می رسد.
پس از پایان تولید لوتوس از Lotus Seven ، کاترهام حق طراحی را خریداری کرد و امروز هم کیت ساخت خودرو کاترهام 7 و هم اتومبیل کاملاً ساخته و مونتاژ شده را می فروشد.
Caterham Seven مدرن بر اساس سری 3 Lotus Seven ساخته شده است ، هرچند حجم تغییرات در توسعه این خودرو آنقدر زیاد بوده است که امروز هیچ قطعه ای مانند Lotus اصلی نیست.
تولید کنندگان مختلف دیگری این اتومبیل اسپرت را با همان پیکربندی اولیه مشابه ارائه می دهند ، اما کاترهام دارای حقوق قانونی مختلفی در مورد طرح و نام Lotus Seven است.

## تاریخچه
کالین چاپمن، که خلبان نیروی هوایی سلطنتی بوده است ، مهندسی سازه خوانده و سپس به یکی از بزرگترین مبتکران در طراحی اتومبیلرانی تبدیل شده است و مهندسی لوتوس را ابداع کرده است. دیدگاه او در مورد اتومبیل های سبک و قدرتمند و عملکرد سیستم تعلیق، راهنمای بسیاری از کارهای توسعه خودرو او بر اساس این فلسفه او در طراحی اصلی بوده است: "ساده سازی، سپس افزودن چراغها" بوده است. لوتوس 7 اولین حضور خود را در سال 1957 در نمایشگاه اتومبیل ارل کورت در لندن انجام داد. قیمت این خودرو با احتساب مالیات خرید 1036 پوند بود اما در کیت فقط 536 پوند هزینه داشت زیرا نیازی به پرداخت مالیات نبود. وزن آن فقط 725 پوند (329 کیلوگرم) بود. سریع و پاسخگو ، لوتوس 7 یکی از شاهکارهای آقای کالین چاپمن بود ، یک ماشین پیشرفته که از مدل پیشین خود (لوتوس 6) پیشی گرفت و خود را به عنوان خودرویی نشان داد، که می توانست هم کارایی خوبی در پیست داشته باشد و هم به صورت قانونی در جاده رانده شود.
در سال 1973 ، لوتوس تصمیم گرفت تا ساخت کیت خودروهای خود را رها سازد و پرونده ویژه ای برای خودروهای مسابقه ای خودروهای اسپرت در بازار باز کند. در راستای همین ایده، این شرکت امتیاز مدل هفت را به دو نماینده باقی مانده خود، Caterham Cars در انگلیس و Steel Brothers Limited در نیوزیلند فروخت. در آن زمان خودروی تولیدی فعلی سری 4 بود ، اما هنگامی که کاترهام در سال 1974 کیت های لوتوس سری 4 را تمام کرد ، آنها نسخه اختصاصی خود از سری 3 را، با نام کاترهام 7 معرفی کردند. مسابقات ورزشی اتومبیل رانی امروزی هم در فرم  جاده و هم در فرم  خودروهای فوق سبک ("شاسی بدنه") زاده این خودرو و در لوتوس 7 اصلی هستند.

### شاسی وسامانه تعلیق
همانند نسخه پیشین لوتوس، (مارک VI)، لوتوس هفت با یک شاسی لوله ای کاملاً سبک آلومینیومی و اتاق با بدنه ورق آلومینیومی ساخته شد. اگرچه برای تقویت شاسی و جایگزینی موتور تازه و سامانه تعلیق و تلاش برای بزرگتر کردن اتاق برای سرنشینان، این شاسی اصلاحات بیشماری داشته است ، اما این فرمول اساسی (شاسی لوله ای آلومینیومی و اتاق آلومینیومی) همیشه در طول زندگی کاترهام 7 ثابت مانده است (به استثنای سری 4 که شاسی فولادی و بدنه ای با الیاف شیشه داشت.).